# Congrès antimaçonnique de Trente

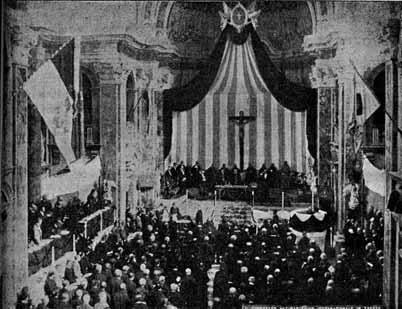
Congrès antimaçonnique de Trente (1896).

Le premier Congrès antimaçonnique de Trente débuta le 26 septembre 1896 à Trente alors faisant partie de l'empire austro-hongrois, et fut organisé par la Ligue internationale antimaçonnique (créée à Rome en 1893), présidée par le prince de Loewenstein. Un des points évoqués fut la réalité de l'existence de Diana Vaughan, palladiste et supposée fiancée d'Asmodée, qui avait fini par se convertir au catholicisme, selon l'explication de Leo Taxil qui allait révéler son canular l'année suivante. 

## Sessions
Quatre sessions de travail avaient été prévues lors du congrès. Elles portaient sur la doctrine maçonnique, l'action maçonnique, la prière, l'action antimaçonnique. Ce congrès recommanda à la presse catholique la publication de livres et d'opuscules contre la franc-maçonnerie et accessibles au peuple, de même que la constitution d'une commission d'étude permanente. Il avait aussi été établi que toute critique à l'égard du clergé équivalait à faire de la propagande en faveur de la « secte franc-maçonne ». Les Actes du congrès antimaçonnique international furent publiés à Tournai en 1897 par les Éditions Desclée de Brouwer.  